# گیلات ستلایت نتورکس
گیلات ستلایت نتورکس (انگلیسی: Gilat Satellite Networks) شرکت مخابرات اسرائیلی است، که در سال ۱۹۸۷ تأسیس شد.